# Municipio de Liverpool (condado de Columbiana)
El municipio de Liverpool (en inglés: Liverpool Township) es un municipio ubicado en el condado de Columbiana en el estado estadounidense de Ohio. En el año 2010 tenía una población de 4047 habitantes y una densidad poblacional de 210,25 personas por km².

## Geografía
El municipio de Liverpool se encuentra ubicado en las coordenadas 40°38′43″N 80°36′13″O / 40.64528, -80.60361. Según la Oficina del Censo de los Estados Unidos, el municipio tiene una superficie total de 19.25 km², de la cual 19,08 km² corresponden a tierra firme y (0,89 %) 0,17 km² es agua.

## Demografía
Según el censo de 2010, había 4047 personas residiendo en el municipio de Liverpool. La densidad de población era de 210,25 hab./km². De los 4047 habitantes, el municipio de Liverpool estaba compuesto por el 97,11 % blancos, el 0,94 % eran afroamericanos, el 0,12 % eran amerindios, el 0,62 % eran asiáticos, el 0,22 % eran de otras razas y el 0,99 % eran de una mezcla de razas. Del total de la población el 0,59 % eran hispanos o latinos de cualquier raza.